# Blutbuche Naumannstraße 3

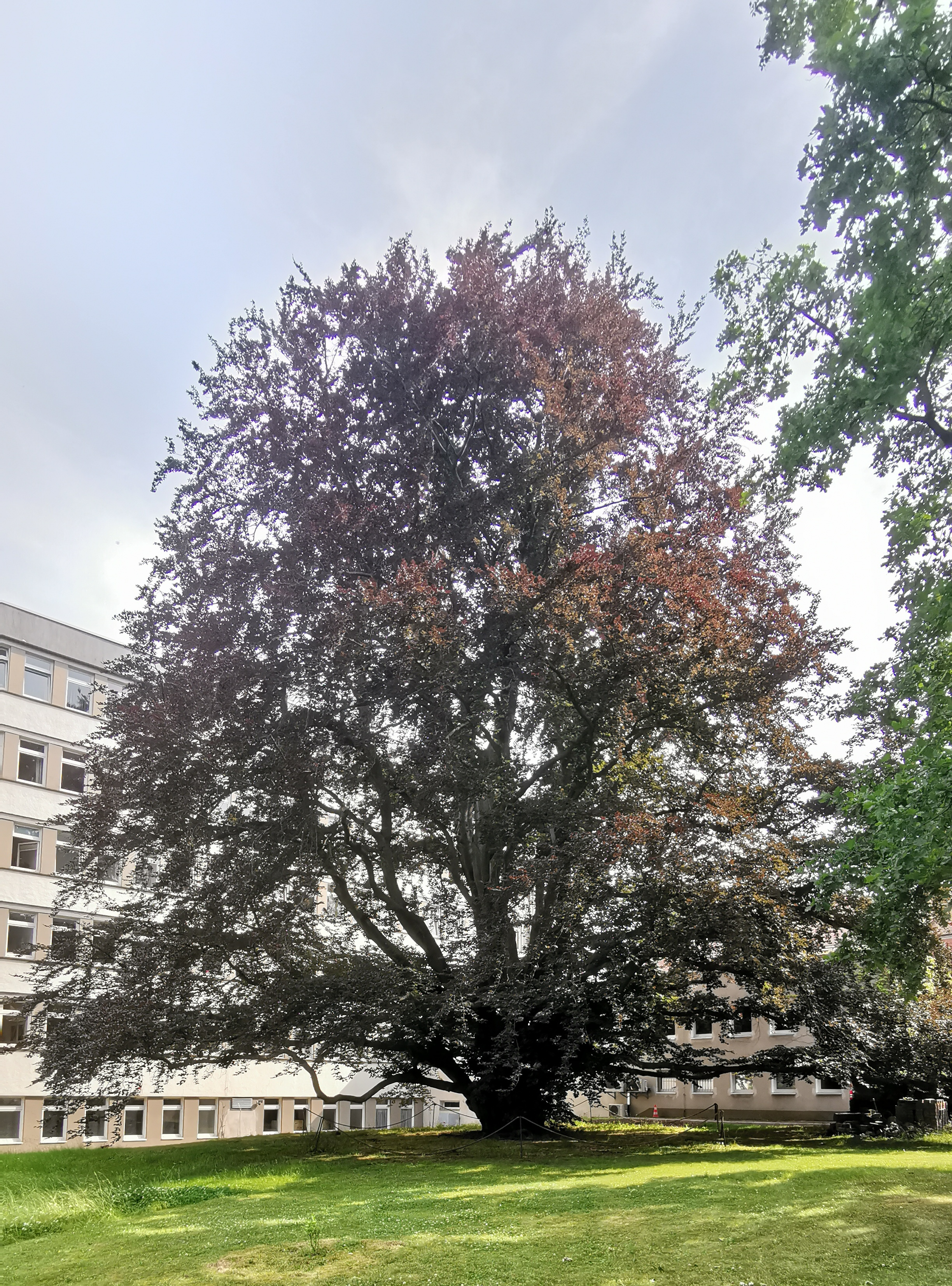
Blutbuche im Juni 2023

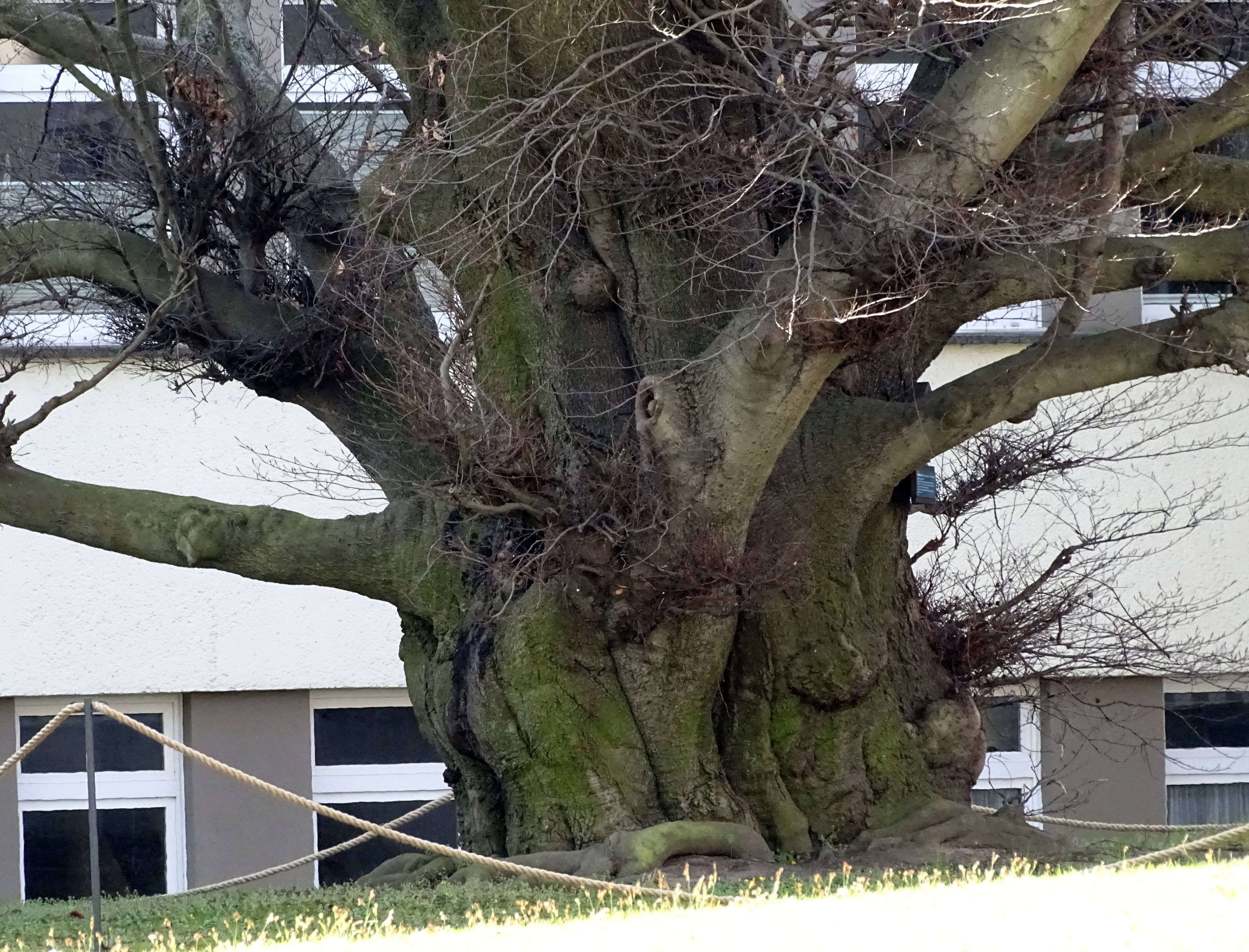
Stamm der Blutbuche, April 2022

Die Blutbuche Naumannstraße 3 ist ein als Einzelbaum ausgewiesenes Naturdenkmal (ND 34) im Dresdner Stadtteil Blasewitz.
Mit einer Höhe von etwa 25 Metern, einem Kronendurchmesser von etwa 24 Metern sowie einem Stammumfang von 5,35 Metern (auf 0,3 Metern Höhe) weist diese Blutbuche (Fagus sylvatica f. purpurea) in ihrer als besonders schön erachteten Wuchsform die Optik eines riesigen Strauches auf.

## Geschichte

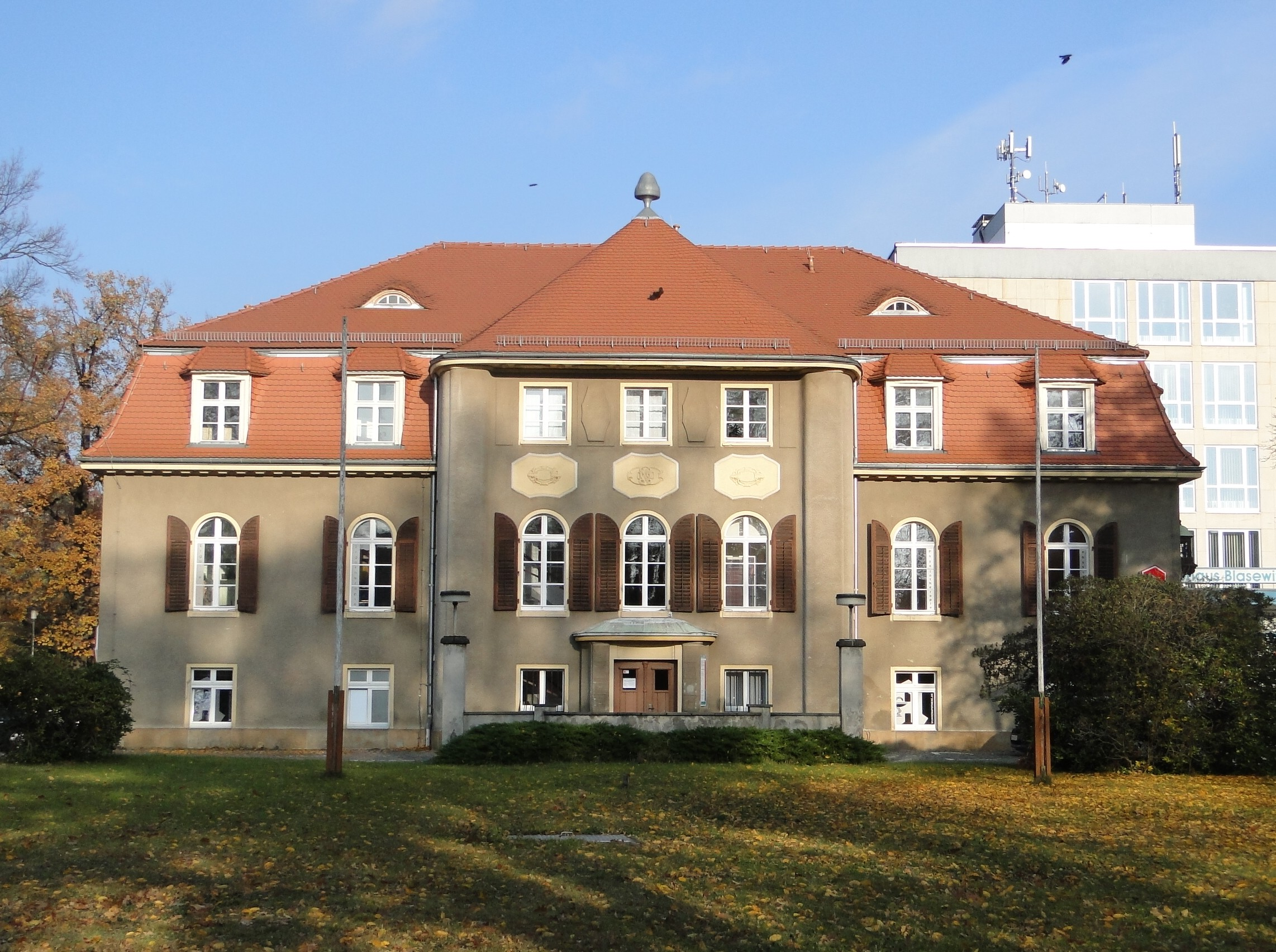
Zugunsten des Baums wurde der Neubau hinter der Villa nach rechts versetzt.

Der um 1840/1849 gepflanzte Baum im Garten der Villa Marienlust war Anfang der 1970er Jahre bedroht durch einen geplanten Neubau für die Blasewitzer Poliklinik. Der Neubau sollte in der Achse der Villa entstehen, wodurch der diese Achse schneidende Baum hätte gefällt werden müssen. Durch das ehrenamtliche Engagement Dresdner Naturschützer und Verhandlungen mit Planern und Vertretern der Bauherren konnte erreicht werden, dass das Baufeld um rund 25 Meter nach Südosten versetzt wird und der Neubau dadurch rechts hinter der Villa steht. Der ohnehin geplante Übergang zwischen beiden Gebäuden wurde durch einen Verbindungsbau in abgewinkelter Form erreicht. Die um 30.000 Mark gestiegenen Kosten wurden als „großes, aber notwendiges Opfer“ zum Erhalt des Baumes bewertet.
Am 3. Januar 1985 fasste der Rat der Stadt Dresden einen Beschluss zur Unterschutzstellung von Naturdenkmalen. Im damaligen Stadtbezirk Dresden-Ost betraf dies neben dieser Blutbuche noch die beiden Stieleichen Hüblerstraße und die Berg-Hemlocktanne Käthe-Kollwitz-Ufer 91. Eine Tafel am Baum weist darauf hin, dass diese Varietät der einheimischen Rotbuche als Naturdenkmal wegen ihrer besonderen Ausprägung, Größe und Alter geschützt ist.
Um die medizinische Nutzung der Gebäude sicherzustellen, hatten 1998 etwa 20 Ärzte eine Gesellschaft gegründet, die das Grundstück in der Naumannstraße erworben hat.